# ジージックス (カリフォルニア州)
ジージックス（Zzyzx, California）は、アメリカ合衆国カリフォルニア州サン・ベルナルディーノにある開拓地である。かつては鉱泉や温泉で有名だったが、現在は砂漠地の研究センターになっている。この辺りはまた、絶滅の危機に瀕しているMohave tui chub（魚の一種）の生息地でもある。
ジージックス・ロード（Zzyzx Road）はモハベ砂漠（Mojave Desert）の中を通る、舗装路と未舗装路が混在する全長7.2kmの田舎道で、ジージックス開拓地のおおよそ南部を通っている。
最も近い町はカリフォルニア州ベーカーで7マイル（約11.2km）ほど北にあり、ネバダ州ラスベガスはここから約100マイル（160km）ほど北東に位置する。
なお、日本では「ジージックス」という表記が広く用いられているが、“Zzyzx”の正式な発音は/ˈzaɪzɨks/であり、発音を日本語で表記するとすれば「ザイズィクス」の方が近い。

## 歴史
ソーダ・スプリングス（Soda Springs）は天然の温泉で、太古の時代から人が関わっていた。ここは有史以前は石切場であり、石の加工品などがこの辺りから発掘されている。しかしながら開拓時代には、温泉があったことなどは完全に忘れ去られてしまっていた。この近辺では、崩れかけた馬車や貨車などの残骸物を容易に発見することができる。岩塩の鉱脈や、それを粉末化するための施設なども数多くある。
ジージックス（Zzyzx）という名前は、1944年にカーティス・ホウ・スプリンガー（Curtis Howe Springer）によって「この地名が英語における最後の単語になるように」名付けられた。スプリンガーは1944年、この地に温泉保養施設を作ったが、そこは国の土地であった。スプリンガーは灼熱の砂漠をドライブしてきた旅人たちのために、ミネラル・ウォーターをびん詰めにして販売したり、家族連れの観光客のために自らの牧場を開放するなどして事業を拡大してきたが、1974年、公有地の不正使用と食品衛生法違反の容疑で逮捕され、彼の作った施設は国に接収された。
1976年からは、土地管理局はカリフォルニア州立大学にジージックス周辺の土地を管理することを許可し、現在は同校の協会が砂漠の研究センターとして使用している。